# Cserkaszi autóbuszgyár
A Cserkaszi autóbuszgyár, hivatalos nevén Cserkaszi Autóbusz (ukránul: Черкаський Автобус, magyar átírással: Cserkaszkij Avtobusz) az ukrajnai Cserkasziban működő járműgyártó vállalat. Az autóbuszok mellett Isuzu tehergépkocsik alvázait is gyártja.

## Története

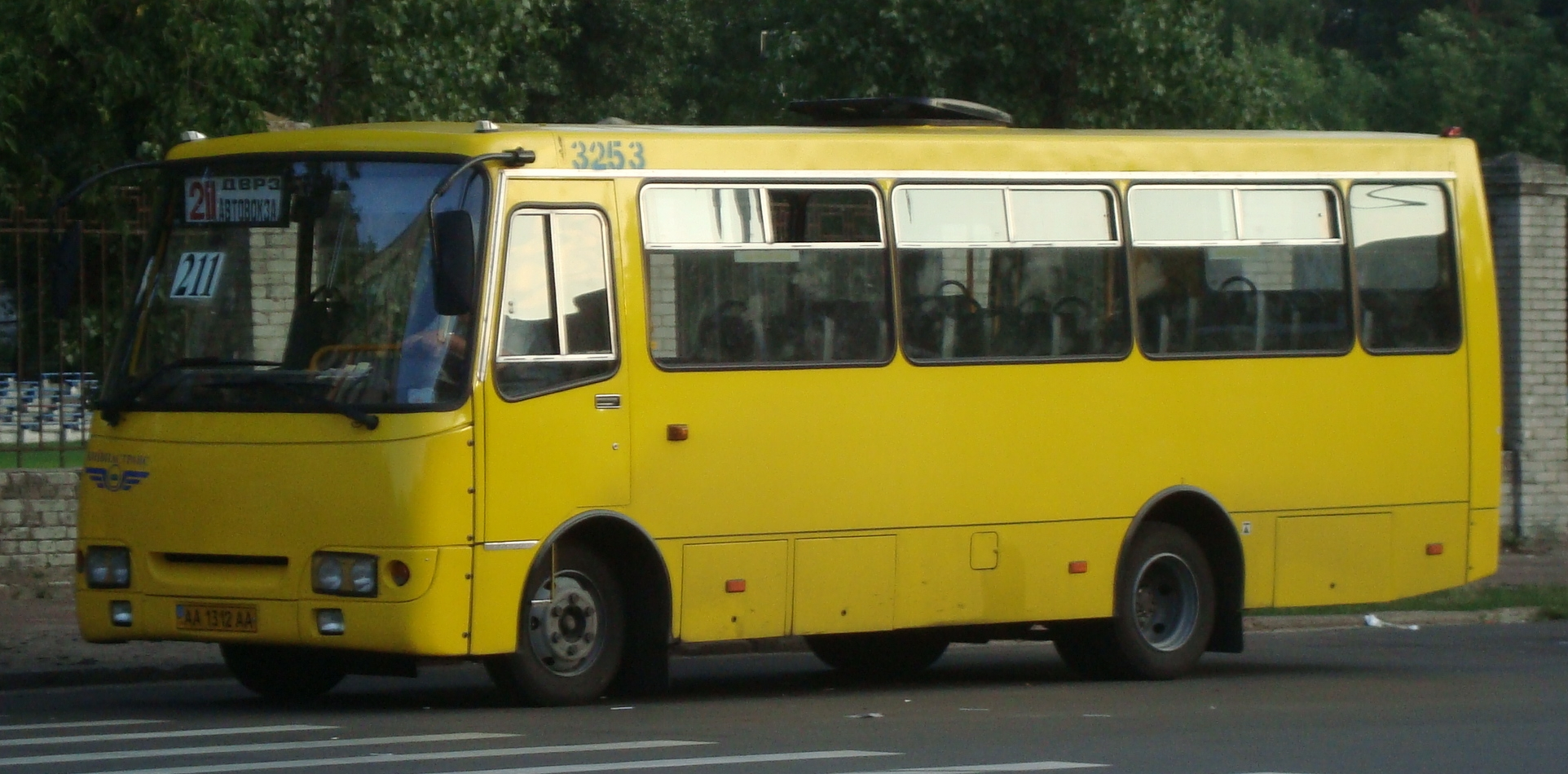
A Cserkaszi autóbuszgyár legelterjedtebb modellje, az A092

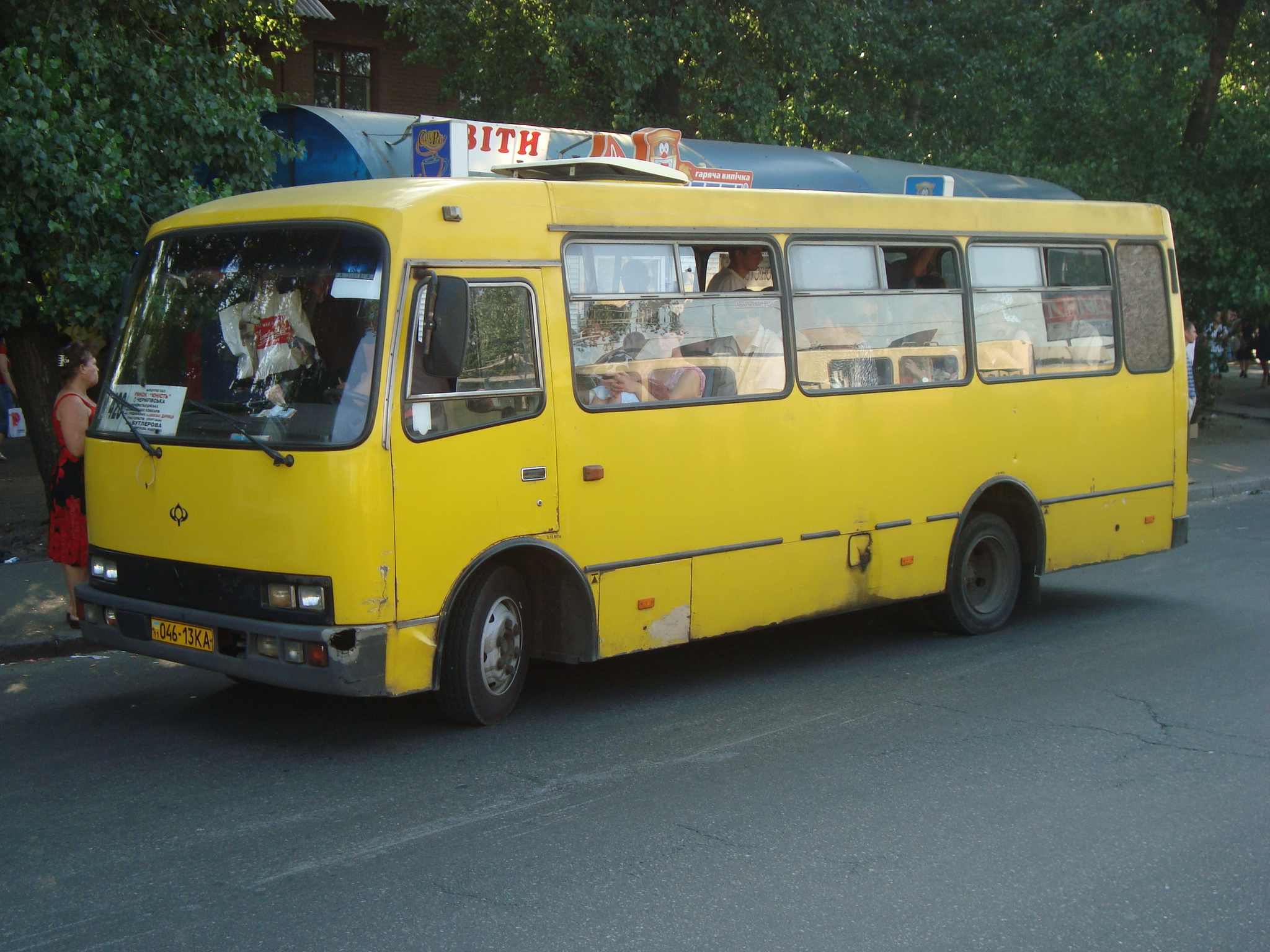
A091 autóbusz Kijevben

Az autóbuszgyár elődjét, a PAZ típusú autóbuszok javítására szakosodott Cserkaszi Autóbuszjavító Üzemet (CSARZ) az 1960-as évek közepén hozták létre. 1964-ben kezdődött az építkezés, majd 1966-ban adták át az üzemet. Kezdetben a PAZ–652-es autóbuszok nagyjavítását végezték évi ezer darabos mennyiségben. Az üzem később elkezdett pótkocsikat is gyártani, valamint Gazel mikrobuszokat összeszerelni. 
Az üzemet az 1990-es évek második felében felújították, majd ezt követően, 1999-ben részvénytársasággá alakították és átnevezték Cserkaszi Autóbusz (Cserkaszkij Avtobusz) névre. A privatizációs folyamat keretében a Petro Porosenko ukrán üzletember és politikus érdekeltségébe tartozó Ukrprominveszt csoport részként működő Bohdan autóbuszgyár ellenőrzése alá került. 
A gyár a lvivi Ukravtobuszprom intézetben tervezett Bohdan A 091 típusú autóbuszokat gyártja és Ukrajna egyik vezető autóbuszgyártó vállalatává vált. 1999–2006 között jelentős fejlesztéseket hajtottak végre. Új festőüzem, hegesztőműhely, üvegszálas műanyag alkatrészeket készítő műhely épült. 2005-ben 2000 fölé emelkedett a gyártott autóbuszok mennyisége, ez a gazdasági válság miatt 2009-ben azonban 455 darabra esett vissza
Az autóbuszgyár 2011-ben kikerült a Bohdan csoportból, amely a kijevi Easy LIfe cégcsoporthoz tartozó Zeta nevű cégnek nek adta el a részvények 50%-kát. A gyártott modelleket áttervezik, majd az autóbuszokat Ataman márkanéven hozzák forgalomba.

## Főbb gyártmányai
- A091 – A járművet a Lvivben az autóbuszok tervezésével, fejlesztésével foglalkozó Ukravtobuszprom tudományos kutatóintézetben fejlesztették ki 1999-2000-ben. Alváza az Isuzu NQR 71P-től származik. Már nem gyártják, a típust az A 092 váltotta fel.
- A092 – 2003–2003-ban fejlesztették ki. Isuzu NQR 70P–5 alvázra építették. A hátsó pneumatikus rugózású felfüggesztés ukrán (Ukravtobuszprom) fejlesztésű. Több ezer darabot gyártottak belőle. Ukrajnában elterjedt, főleg iránytaxiként használják. Egyes szovjet utódállamokba is exportálták. 2011-ben befejezték a gyártását, a A201-es modell váltotta fel.

## Külső hivatkozások
- A Cserkaszi autóbuszgyár honlapja